# Вялов, Михаил Апполонович
Михаил Апполонович Вялов (27 декабря 1904 — 10 августа 1971) — советский военный деятель, полковник, участник Великой Отечественной войны.

## Биография
Михаил Апполонович Вялов родился 27 декабря 1904 года в городе Сызрани (ныне — Самарская область). В декабре 1919 года добровольцем поступил на службу в Рабоче-Крестьянскую Красную Армию. Участвовал в боях Гражданской войны в составе перевязочных отрядов различных частей. В марте 1921 года был демобилизован. Жил в Москве, работал санитаром в лечебных учреждениях, позднее уехал в Красноярск, где трудился в железнодорожных мастерских. В октябре 1923 года Вялов поступил в Красноярскую артиллерийскую школу, которую окончил в 1927 году. Служил на командных должностях в различных войсковых частях. В 1930 году окончил Московские военно-политические курсы имени В. И. Ленина. В 1936 году окончил Военную артиллерийскую академию имени Ф. Э. Дзержинского. С мая 1941 года командовал 732-м зенитно-артиллерийским полком, дислоцировавшимся в городе Туле. В этой должности он встретил начало Великой Отечественной войны.
С начала Великой Отечественной войны — на её фронтах. Участвовал в обороне Тулы, битве за Москву. С октября 1941 года командовал 88-м запасным зенитно-артиллерийским полком. В декабре 1942 года стал командиром 991-го зенитно-артиллерийского полка, а в январе 1943 года — заместителем командира 8-й зенитно-артиллерийской дивизии Резерва Главного Командования. В июле того же года принял командование над этой же дивизией. Во главе неё участвовал в Курской битве, освобождении Украинской ССР, битве за Днепр, освобождении Польши, боях за Бреслау и Берлин, Пражской операции. За время его командования зенитчиками Вялова было сбито более 200 самолётов, уничтожено большое количество живой силы и боевой техники противника.
После окончания войны продолжал службу в Советской Армии. После расформирования его дивизии в 1947 году был начальником штаба сначала 70-й, а затем 72-й зенитно-артиллерийских дивизий. С декабря 1949 года возглавлял отдел зенитной артиллерии Управления командующего артиллерией Киевского военного округа. В октябре 1952 года занял должность заместителя по зенитной артиллерии командующего артиллерией 1-й гвардейской механизированной армии. В декабре 1954 года в звании полковника Вялов был уволен в запас. Проживал в Киеве. Умер 10 августа 1971 года.

## Награды
- Орден Ленина (6 ноября 1947 года);
- 4 ордена Красного Знамени (18 июня 1944 года, 3 ноября 1944 года, 14 апреля 1945 года, 3 ноября 1953 года);
- Орден Кутузова 2-й степени (23 сентября 1944 года);
- Орден Богдана Хмельницкого 2-й степени (29 мая 1945 года);
- Орден Отечественной войны 2-й степени (21 сентября 1943 года);
- Медали «За оборону Москвы», «За освобождение Праги» и другие;
- Военный крест (Чехословакия, 5 ноября 1945 года).